# Комунізм робітничих рад
Комуні́зм робітни́чих рад, також ретекомуні́зм (нім. Rätekommunismus), — синкретична політична філософія, що бере теоретичні та практичні витоки як з марксизму, так і з анархізму. Ця доктрина стверджує, що робітничі ради, а також інші форми народних рад (селянські, районні, громадські тощо), мають організовуватися на противагу капіталістичній державі, зрештою замінивши її.
До основних історичних інтерпретацій ретекомунізму окремі дослідники зараховують Паризьку комуну (1871), елементи німецького люксембурґіанства, робітничі та селянські ради в Росії 1905 і 1917 років, досвід робітничих рад у Турині (1919), функціонування робітничих рад під час німецької Листопадової революції (1918–1919), практика рад в Угорщині (1956), а також травневе повстання у Франції 1968 року.
Комунізм робітничих рад спочатку зосереджувався переважно на робітничих радах як формі революційної організації, протиставляючи їх леніністській моделі авангардної партії, яка мала захопити державний апарат. Проте з 1960-х років ця течія почала еволюціонувати, розширюючи модель радянської організації поза межі економічної та робітничої сфер, спираючись на принципи прямої демократії та самоврядування й інтегруючи також соціальні й комунальні аспекти.
З подальшим розвитком комунізм робітничих рад став зосереджуватися також на локальних формах організації, таких як громади та місцеві ради, не обмежуючись радами на робочих місцях. Це було обумовлено ідеєю заміни централізованих державних структур децентралізованими формами колективного управління, що дозволяло здійснити глобальну трансформацію суспільства. Це також відображалося в діяльності груп, натхнених ретекомунізмом, таких як «Соціалізм або варварство» і різноманітних ситуаціоністських об'єднань.